# Бланк, Моисей Абрамович
Моисей Абрамович Бланк (16 октября 1907, Елисаветград — 15 октября 1983, Харьков) — украинский советский график и живописец.
Участник боевых действий в годы Великой Отечественной войны.
Закончил Харьковское художественное училище (1925—1930), где обучался у М. Бурачека, О. Маренкова, М. Фёдорова.
Член Харьковской организации Союза художников УССР с 1958 года. Участник республиканских, всесоюзных и международных выставок с 1927 г. Персональные выставки в Харькове: 1963,1969, 1976,1977,1982, 1997.
Работал в издательствах УССР «Державне Видавництво Украини» (ДВУ), «Молодий більшови́к», «Дитвида́в» (Детиздат).
М. Бланк принимал участие в художественных выставках, организуемых в СССР и за его рубежом.
Автор в основном натюрмортов и пейзажей, выполненных в основном в технике литографии, офорта, тушью и изредка — маслом.

## Биография
- 1924 г. — Член Союза работников культуры.
- 1925—1930 гг. — Обучался в Харьковском художественном институте в мастерской у О. Ф. Маренкова, М. Г. Бурачека, М. С. Фёдорова.
- 1927 г. — Принимал участие в выставке «10 лет Советской власти на Украине».
- 1930—1941 — Работал в художественных мастерских Союза художников и мастерских театров Харькова; в «Дітвидавництві», в издательствах «Український робітник» и «Книгоспілка».
- 1941 г. — Оборонные работы под Киевом.
- 1942 г. — Художник театра в городах Полтава, г. Днепродзержинске и г. Лениногорске. Художник областной газеты «Алтайский работник» в г. Усть-Каменогорске.
- 1942 г. — Пошёл добровольцем на фронт ВОВ, был стрелком-автоматчиком.
- 1942—1946 гг. — Организатор и участник художественных выставок, посвящённых 3-му Прибалтийскому фронту.
- 1944—1945 г. — Принимал участие в освобождении от нацистской оккупации городов: Псков, Нарва, Тарту, Рига.
- 1945—1946 г. — Художник Политотдела 2-го корпуса ПВО в г. Рига
- 1948 г. — Участие во Всеукраинской выставке художников.

## Известные работы
- «На реке».[2]
- «Кремль зимой».[2]

## Выставки работ
- 1927 г. — Всесоюзная выставка «10 лет Советской власти».
- 1942 г. — Организатор и участник фронтовых художественных выставок.
- 1948 г. — Всеукраинская выставка художников.
- 1953 г. — Областная и всеукраинская выставки художников.
- 1957 г. — Всесоюзная художественная выставка, посвященная 40-летию Октябрьской революции.
- 1962 г. — Республиканская и Всесоюзная выставка графики.
- 1964 г. — Персональная выставка.
- 1969 г. — Персональная выставка.
- 1971 г. — Персональная выставка, Республиканская выставка «Днипро».
- 1977 г. — 4-я республиканская выставка в г. Львов.
- 1972 г. — Персональная выставка.
- 1989 г. — Персональная выставка на Фестивале искусств в Португалии (г. Лиссабон).
- 1990 г. — Персональная выставка в Бельгии (г. Брюссель)
- 1990 г. — Персональная выставка в Германии (г. Кёльн)
- 1991 г. — Персональная выставка.
- 1997 г. — Персональная выставка к 90-летию со дня рождения художника.

Живописные техники использованные в работах: акварель, гуашь, пастель, линогравюра, масляная живопись.
Погиб в Харькове в 1983 году.